# Bedlar’s Green
Bedlar's Green – przysiółek w Anglii, w hrabstwie Essex. Leży 24 km na północny zachód od miasta Chelmsford i 45 km na północny wschód od Londynu.